# 咖啡醇
咖啡醇（英語：Cafestol）是一种二萜类分子，分子式C20H28O3，存在于咖啡豆中。